# Рануа
Рануа (фин. Ranua) — община в Финляндии, в провинции Лапландия. Площадь — 3695 км² (241 км² из которых составляют внутренние воды). Община находится на юге Лапландии, граничит с провинцией Северная Остроботния.
На 2012 год Рануа — самый дотационный муниципалитет Финляндии, осуществляющий свою деятельность на 70 % за счёт общегосударственных отчислений.

## География и геология
Крупнейшее озеро общины — Симоярви (90 км²), из которого вытекает река Симойоки, несущая свои воды в Ботнический залив. Другие значительные озёра включают Няскяярви, Портимоярви, Рануанярви и Луйминкаярви. Всего различные водоёмы составляют около 6 % от общей площади общины, а болотистая местность достигает 60 % площади. Наибольшая высота территории общины над уровнем моря — на востоке и северо-востоке, вблизи границы с Посио. Здесь находится высшая точка Рануа — гора Паловаара (277 м). Местность постепенно понижается в направлении к юго-западу. Леса Рануа представлены главным образом сосной (65 %), другие породы деревьев включают ель (22 %) и берёзу (10 %). Наибольшей лесистостью характеризуется север и восток общины.
Рануа расположена в 82 км от Рованиеми, 159 км от Оулу, 635 км от Тампере и 766 км от Хельсинки.
В феврале 2015 года ирландская компания Karelian Diamond Resources получила разрешение на проведение изыскательских работ на месте возможного месторождение алмазов. Территория, которую касается разрешение, находится в Рануа в районе Пенямё на площади 95 га между озёрами Симонярви и Пенямёнярви.

## Население
Население по данным на 2012 год — 4259 человек (по данным на 2000 год оно составляло 5052 человека). Плотность населения составляет 1,23 чел/км². Финский язык является родным для 99,7 % жителей, шведский — для 0,1 %, другие языки — для 0,2 %. Доля лиц в возрасте до 15 лет составляет 20,6 %; доля лиц в возрасте старше 65 лет — 18,9 %.
| 1917 | 1930 | 1947 | 1967 | 1970 | 1975 | 1980 | 1985 | 1990 | 1995 | 1998 | 2000 | 2002 | 2004 | 2006 | 2008 | 2010 | 2011 |
| ---- | ---- | ---- | ---- | ---- | ---- | ---- | ---- | ---- | ---- | ---- | ---- | ---- | ---- | ---- | ---- | ---- | ---- |
| 2769 | 3937 | 4758 | 7054 | 6278 | 5716 | 5603 | 5556 | 5655 | 5575 | 5322 | 5052 | 4903 | 4871 | 4632 | 4428 | 4346 | 4274 |

## Достопримечательности
Среди достопримечательностей общины стоит отметить Зоопарк Рануа, который является самым северным зоопарком в мире. В экспозиции можно увидеть множество северных и арктических видов животных.

## Деревни
Некоторые деревни общины:
| - Асмунти - Хейнисуо - Хосио - Импиё - Келанкюля - Кирконкюля - Корттеенперя - Куха - Куукасъярви - Куусиярви - Лайвала - Леппиахо | - Майовакюля - Мауру - Нуупас - Няверрюс - Ойансуу - Паананен - Петяйаярви - Пеураярви - Похьяслахти-Пиитисъярви - Портимо | - Путкиваара - Райскио - Ровастинахо - Рюнккя - Саарихарью - Сауккоярви - Сяяскенперя - Теериваара - Телккяля - Толья - Вохонкулма |

## Галерея
- Церковь в Рануа
- Дорожный знак при въезде в Рануа
- Зоопарк
- Озеро Симоярви
- Дорога в Келанкюля зимой